# Sarah Gruszow Bærentzen
Sarah Gruszow Bærentzen (født 2. maj 2002) fra Brøndbyøster var formand for Danske Skoleelever (DSE) fra 1. juli 2018 til 30. juni 2019
Hun blev valgt ved et tillidsvalg på Danske Skoleelevers generalforsamling d. 20. april 2018. I perioden 2017-2018 havde hun været formand for DSE i Region Hovedstaden.
Hun gik på Ådalens Privatskole i Ishøj, hvor hun afsluttede 9. klasse i 2018. Hun er tidligere medlem af elevrådet på samme skole.
I August 2019 begyndte hun en gymnasial uddannelse på Niels Brock, Det Internationale Gymnasium.
Efter sin tid i DSE har Sarah Gruszow Bærentzen engageret sig i Radikal Ungdom og blev i 2020 udvalgt til at sidde med i Ligestillingsministerens Ungepanel.

## Mærkesager
Sarah Gruszow Bærentzen valgte som formand for DSE 3 mærkesager:
- Skolepres
- Elevinddragelse
- Virkeligheden i skolen